# Karo (langue tupi)
Pour l’article homonyme, voir Karo.
Le karo, aussi appelé ramarama, est une langue du groupe ramarama des langues tupi parlée au Brésil.

## Sources
- (pt) Nilson Gabas Juniór, Estudo fonológico da língua Karo (Arara de Rondônia), Universidade Estadual de Campinas, 1989 (lire en ligne)
- (en) Nilson Gabas Juniór, A grammar of Karo, Tupí (Brazil), University of California, Santa Barbara, septembre 1999 (lire en ligne)